# 1re armée (Empire russe)
Pour les articles homonymes, voir 1re armée.
La première armée, appelée à une certaine époque armée du Niémen, est une unité de l'armée impériale russe engagée sur le front de l'Est pendant la Première Guerre mondiale de 1914 jusqu'à sa dissolution en 1918.

## Historique

### 1914

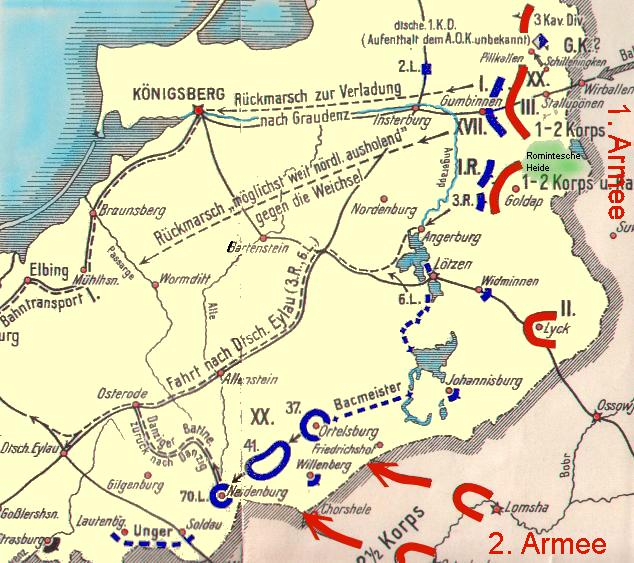
Offensive de la 1re armée à la bataille de Gumbinnen, août 1914

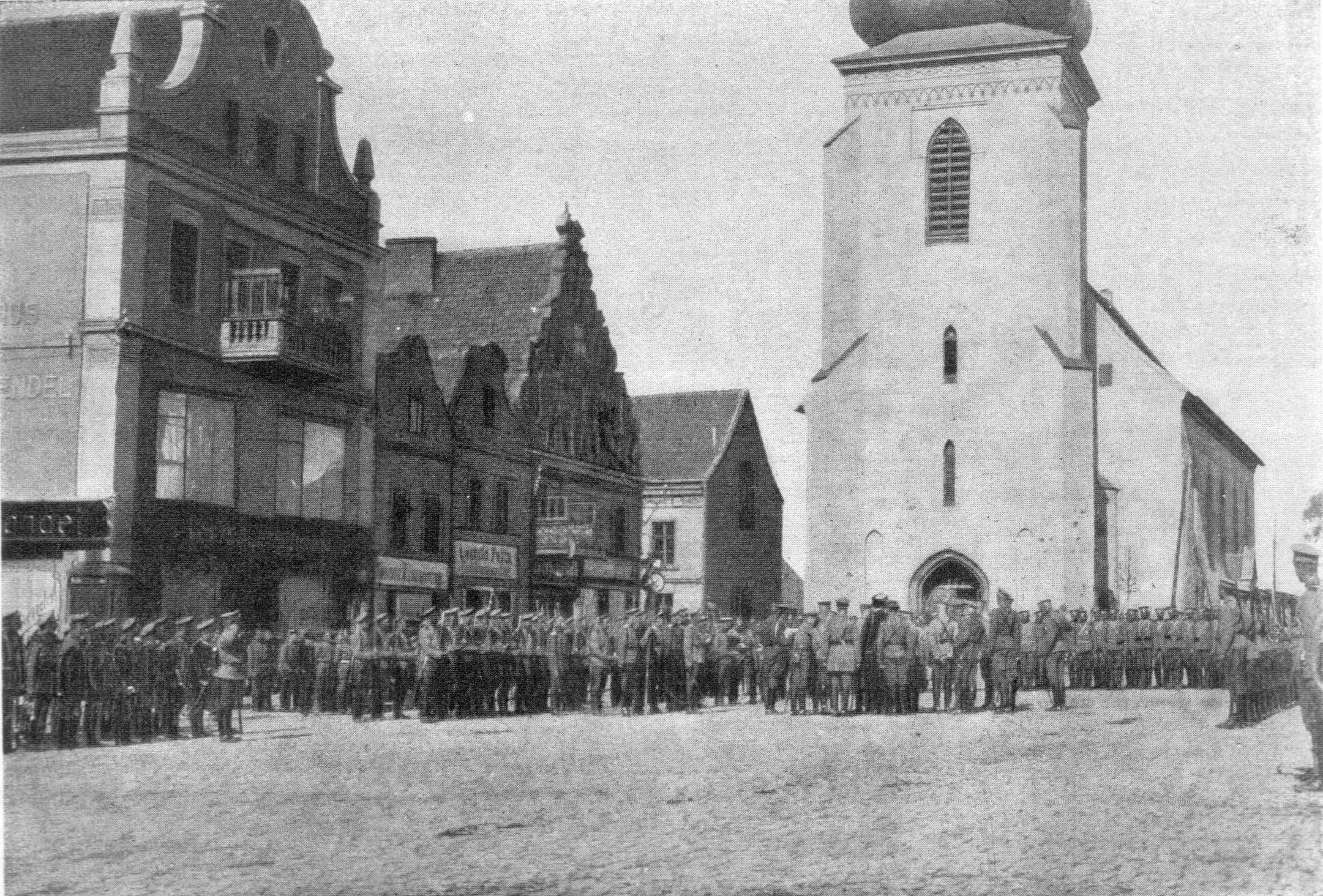
Le régiment des chevaliers-gardes (1re division de la Garde) à Insterburg, 1914.

La 1re armée est créée lors de la mobilisation russe de 1914 sous le commandement de Paul von Rennenkampf. Elle est composée de 7 corps d'armée avec 13 divisions d'infanterie et 7 de cavalerie. Elle comprend les unités suivantes, du nord au sud :
- XXe corps
  - 28e et 29e divisions d'infanterie
- IIIe corps
  - 25e et 27e divisions d'infanterie
- IVe corps
  - 30e, 40e et 57e divisions d'infanterie
- IIe corps
  - 26e et 43e divisions d'infanterie
- XXVIe corps
  - 53e, 56e et 68e divisions
- Corps de cavalerie de la Garde
  - 1re et 2e divisions de cavalerie de la Garde
- Ier corps de cavalerie
  - 1re, 2e, 3e, 6e et 15e divisions de cavalerie

En deuxième échelon viennent des unités en formation qui seront rattachées, début septembre, à la 10e armée russe.
- XXIIe corps
  - 73e et 76e divisions de réserve
- IIIe corps sibérien
  - 7e et 8e divisions sibériennes

La 1re armée a pour mission d'envahir de la province de Prusse-Orientale en liaison avec la 2e armée d'Alexandre Samsonov. La 1re armée franchit la frontière allemande le 17 août et progresse entre Schillehnen (près de l'actuelle Krasnoznamensk) et Suwałki, enfonçant un coin entre les 2e et 10e armée allemandes. Elle remporte la bataille de Stallupönen (17 août) et celle de Gumbinnen (20 août) et se prépare à attaquer Königsberg. Cependant, l'absence de coordination entre Rennenkampf et Samsonov a des conséquences désastreuses : la 2e armée est encerclée et détruite par la 8e armée allemande à la bataille de Tannenberg (26 -30 août 1914). La 1re armée doit se replier vers Gumbinnen et Insterburg, dans l'est de la Prusse-Orientale. La formation de la nouvelle 10e armée russe (général Vassili Floug) vient couvrir son flanc sud et compense la débâcle de la 2e armée.
La première bataille des lacs de Mazurie (7-14 septembre) est de nouveau une victoire pour les Allemands mais la 1re armée (renommée armée du Niémen) et la 10e armées russes se replient en bon ordre et prennent une position défensive en-déca de leur frontière. La 1re armée doit reculer en territoire russe jusqu'au Narew, dans la Pologne russe. Elle participe à la bataille de la Vistule en octobre et à celle de Łódź en novembre, qui permettent à l'armée russe de stabiliser le front. Cependant, Rennenkamf échoue à encercler les forces allemandes en difficulté, ce qui lui vaut d'être démis de son commandement le 5 décembre. Son armée passe sous l'autorité d'Aleksandr Litvinov (de).

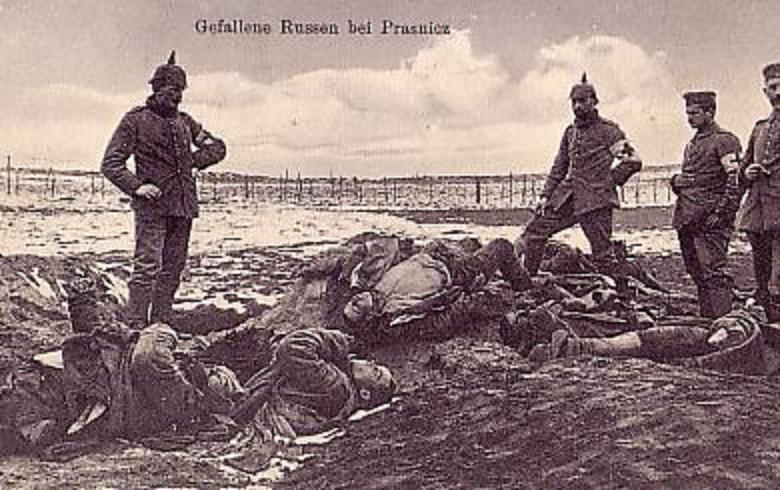
Soldats russes tués près de Przasnysz, carte postale allemande, 1915.

Après la chute de Łowicz, la 1re armée se replie sur la Bzura, à l'ouest de Varsovie. Elle comprend alors les Ier, IIe, Ve et VIe corps sibériens ainsi que le XXVIIe corps.

### 1915

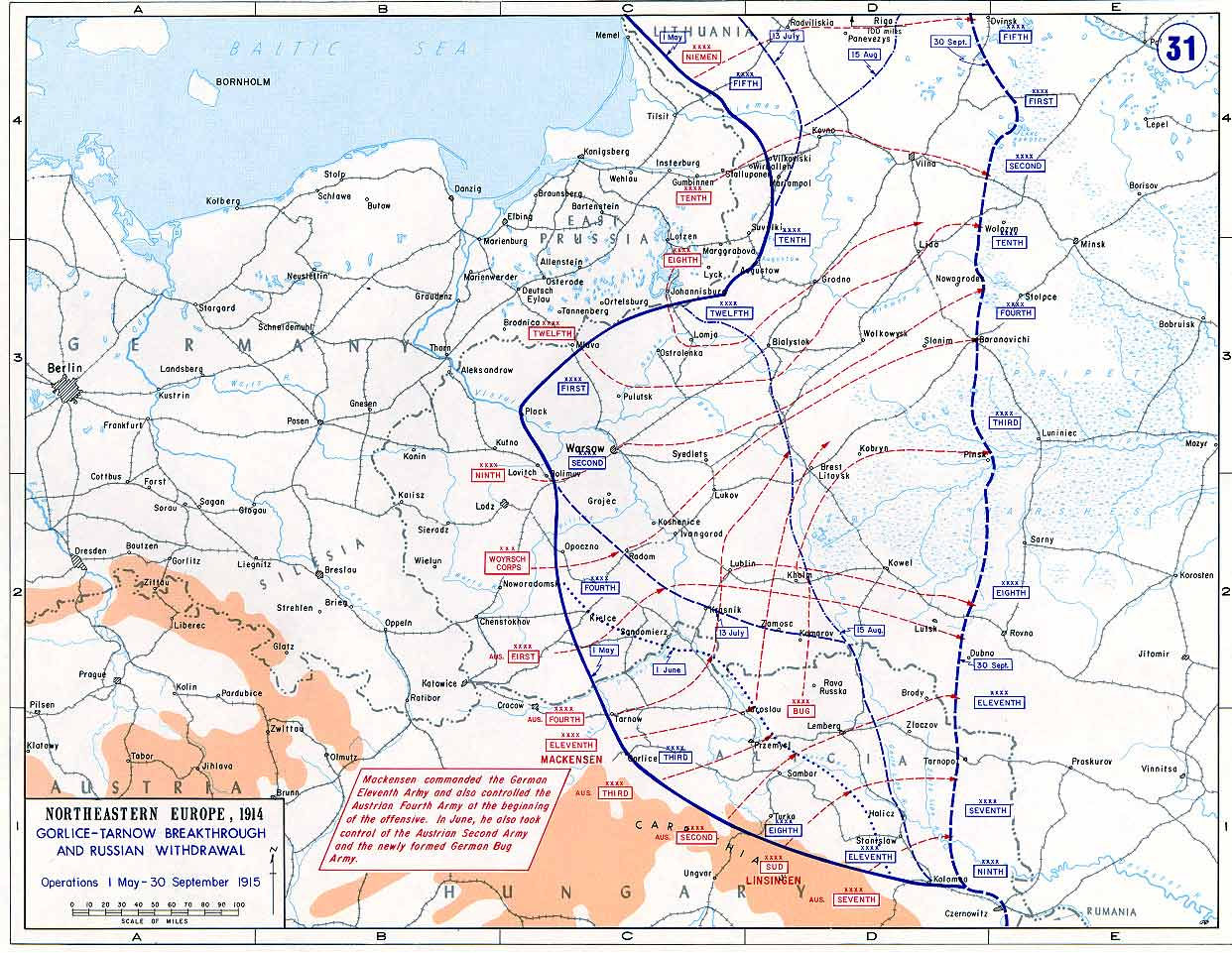
Recul de l'armée russe de mai à septembre 1915.

Au milieu de février 1915, la 1re armée repousse une attaque du Ier corps de réserve allemand (Curt von Morgen) à la bataille de Przasnysz. La 1re armée comprend alors les unités suivantes :
- Ier corps du Turkestan (Sergueï Scheidemann) autour de Ciechanów
- XIXe corps (Vladimir Gorbatovsky (en)) autour de Przasnysz
- XXVIIe corps (Dimitri Balanine) autour de Płońsk
- Ier corps sibérien (Mikhaïl Plechkov (en)) autour de Przasnysz
- IIe corps sibérien (en) (Arkadi Sitchevski) autour d'Ostrołęka
- Ier corps de cavalerie (en) (Vladimir Oranovski)

En juillet-août 1915, la 1re armée subit le choc de l'offensive de la Narew menée par l'Armeegruppe Gallwitz (devenu, le 7 août, la 12e armée allemande) et doit se replier avec de lourdes pertes. Elle est entraînée dans la Grande Retraite des forces russes vers la Lituanie et la Biélorussie.

### 1916-1918

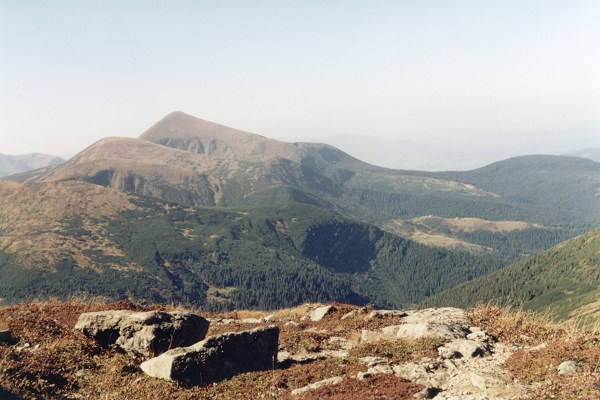
Le mont Tchornohora dans les Carpates.

La 1re armée reste inactive jusqu'en 1917. Une nouvelle 1re armée est alors constituée le 25 juillet sous le commandement de Gleb Vannovsky (en), rattachée au front du Sud-Ouest, en Ukraine, pour faire face à la contre-offensive des Empires centraux après l'échec de l'offensive Kerenski. Elle occupe le secteur des Carpates ukrainiennes et couvre le flanc sud de la 8e armée russe. Elle comprend les XIe, XXIIIe et XVIIIe corps.
De septembre à novembre 1917, la 1re armée est commandée par Vladimir von Notbek (en). Elle est dissoute après la révolution d'Octobre.

## Commandants
| Grade                | Nom                       | Date                           |
| -------------------- | ------------------------- | ------------------------------ |
| Général de cavalerie | Paul von Rennenkampf      | 19 juillet - 5 décembre 1914   |
| Général de cavalerie | Aleksandr Litvinov (en)   | 6 décembre 1914 - 2 avril 1917 |
| Lieutenant-général   | Ilia Odichelidze          | 12 - 24 avril 1917             |
| Lieutenant-général   | Mikhail Sokovine (en)     | 24 avril - 30 juillet 1917     |
| Lieutenant-général   | Gleb Vannovsky (en)       | 31 juillet - 9 septembre 1917  |
| Lieutenant-général   | Vladimir von Notbek (en)] | 9 septembre - Novembre 1917    |

## Sources et bibliographie
- (de) Cet article est partiellement ou en totalité issu de l’article de Wikipédia en allemand intitulé « 1. Armee (Russisches Kaiserreich) » (voir la liste des auteurs) dans sa version du 5 janvier 2018.